# Jozef Országh
Jozef Országh (21. červenec 1883 Abramová-Laclavá – 28. prosinec 1949 Bratislava) byl slovenský veřejný činitel a právník.

## Životopis
Navštěvoval školu v Martině, studoval na vyšší obchodní škole a právo na univerzitě v Kluži. V roce 1920-1922 byl županem Zvolenské a Hontianské župy v Banské Bystrici. Představitel státní správy v ČSR, pomáhal budovat státní a samosprávný aparát na Slovensku. V letech 1929 až 1938 byl prezidentem zemské správy na Slovensku. Po rozbití republiky byl ve spojení s občanským odbojem, orientoval se hlavně na Šrobárovu skupinu. Spoluorganizátor národních politických a kulturních akcí, napsal úvod do Plickova Slovenska (1938), přispíval do novin a časopisů.
V roce 1991 se stal nositelem Řádu Tomáše Garrigue Masaryka II. třídy in memoriam.